# Beornred de Mèrcia
Beornred va ser rei de Mèrcia l'any 757, després de l'assassinat d'Æthelbald. Poc després Offa li va presentar batalla i el va obligar a fugir del país. Aquesta és la poca informació que es té d'ell.
La Crònica anglosaxona diu textualment, en l'apartat sobre l'any 757: «...Æthelbald, rei de Mèrcia, va ser assassinat a Seckington i el seu cos descansa a Repton; va governar durant 41 anys. Llavors Beornred el va succeir en el regne, va mantenir el poder per poc temps i sense gaudir-ne; i aquell mateix any Offa va fer fugir Beornred i el va succeir en el regne, que va durar 39 anys...»